# Consiglio del Comando della Rivoluzione libico
Il Consiglio del Comando della Rivoluzione libico (in arabo ﻣﺠﻠﺲ ﻗﻴﺎﺩة ﺍﻟﺜﻮﺭة ﺍﻟﻠﻴﺒﻲ‎?, Majlis qiyāda al-thawra al-lībī) è stato l'organismo, composto da 12 membri, che ha guidato la Libia dal 1970, dopo l'istituzione della repubblica (1º settembre 1969) ed è rimasto in carica fino al crollo del regime di Muʿammar Gheddafi, nell'autunno del 2011. Il Colonnello Gheddafi ne era il presidente.
Inizialmente gli altri membri erano:
- Maggior Generale Abd al-Salam Jallud (rimosso dal Consiglio nel)
- Magg. Gen. Bashir al-Saghir Hawadi
- Magg. Gen. Mukthar Abd Allah al-Gerwi (dimessosi nel corso della guerra civile libica)
- Cap. Abd al-Mun'im al-Tahir al-Huni
- Cap. Mustafa al-Kharubi
- Gen. Khwaldi al-Hamedi
- Cap. Muhammad Najm
- Gen. Awad Ali Hamza
- Magg. Gen. Abu Bakr Yunis Jabr
- Cap. Omar Abd Allah al-Mahayshi
- Ten. Muhammad Abu Bakr al-Qarrif

## Fonti
- (EN) Libia - Statuto (Adottato l'11 dicembre 1969), su servat.unibe.ch.
- (EN) Libia - Dichiarazione di costituzione dell'Autorità del Popolo (adottato il 2 marzo 1977), su servat.unibe.ch.
- (EN) Il Consiglio del Comando della Rivoluzione (CCR), su countrystudies.us.